# Huntington Area Rapid Transit
Huntington Area Rapid Transit (HART) is de busvervoerder van Huntington in de Amerikaanse staat New York. Het bedrijf is opgericht in 1978 en is, ondanks het feit dat Huntington onderdeel uitmaakt van Suffolk County, geen onderdeel van Suffolk County Transit, maar een gemeentevervoerbedrijf.

## Tarieven
Een enkele reis kost $2,25 (volwassenen), $1,25 (scholieren), 75 cent (60+) en is gratis voor mensen met een beperking, Medicare-kaarthouders en kinderen kleiner dan 110 cm. Overstappen op een andere lijn kost 25 cent, inclusief overstappen op lijnen van Suffolk County Transit en Nassau Inter-County Express.

## Lijnennet
Tot en met medio 2013 waren er 7 buslijnen (waarvan 1 met twee verschillende eindpunten). Sindsdien is het aantal teruggebracht tot 4 en zijn de trajecten geherstructueerd. De buslijnen rijden met een frequentie van iedere 45-50 minuten (weekdagen - 7:00-19:00) en iedere 90–100 minuten (zaterdagen - 9:00-19:00). Op zondagen wordt niet gereden.
HART exploiteert de volgende buslijnen:
| Lijn | Bestemming                     | Bestemming                           |
| ---- | ------------------------------ | ------------------------------------ |
| H10  | Cold Spring Harbor, State Park | Commack, Macy's Plaza                |
| H20  | Halesite, New York Avenue      | Station Huntington                   |
| H30  | Halesite, New York Avenue      | South Huntington, Walt Whitman Shops |
| H40  | Northport, VA Medical Center   | South Huntington, Walt Whitman Shops |

### Gehandicaptenvervoer
Naast regulier vervoer biedt HART eigen vervoer voor mensen met een beperking (vergelijkbaar met Valys) aan.

## Wagenpark
| Jaar | Model                    | Lengte    | Aandrijving          | Voertuignummers | Aantal in dienst |
| ---- | ------------------------ | --------- | -------------------- | --------------- | ---------------- |
| 2011 | Gillig Low Floor Hybrid  | 8,8 meter | Cummins ISB          | 808-810         | 3                |
| 2015 | ARBOC Spirit of Mobility | 7,9 meter | Duramax 6.6L Diesel  | 811-817         | 7                |
| 2024 | ARBOC Spirit of Freedom  | 7,9 meter | Vortec 6.6L Gasoline | 818-821         | 4                |